# Алмањ ан Прованс
Алмањ ан Прованс (фр. Allemagne-en-Provence) насеље је и општина у југоисточној Француској у региону Прованса-Алпи-Азурна обала, у департману Горњопровансалски Алпи која припада префектури Дињ ле Бен.
По подацима из 2011. године у општини је живело 522 становника, а густина насељености је износила 15,82 становника/km². Општина се простире на површини од 32,99 km². Налази се на средњој надморској висини од 421 метар (максималној 622 m, а минималној 389 m).

## Демографија
| 1962. | 1968. | 1975. | 1982. | 1990. | 1999. | 2011. |
| ----- | ----- | ----- | ----- | ----- | ----- | ----- |
| 215   | 219   | 202   | 258   | 355   | 379   | 522   |

График промене броја становника у току последњих година